# Monasterio de San Salvador de Lérez (Pontevedra)

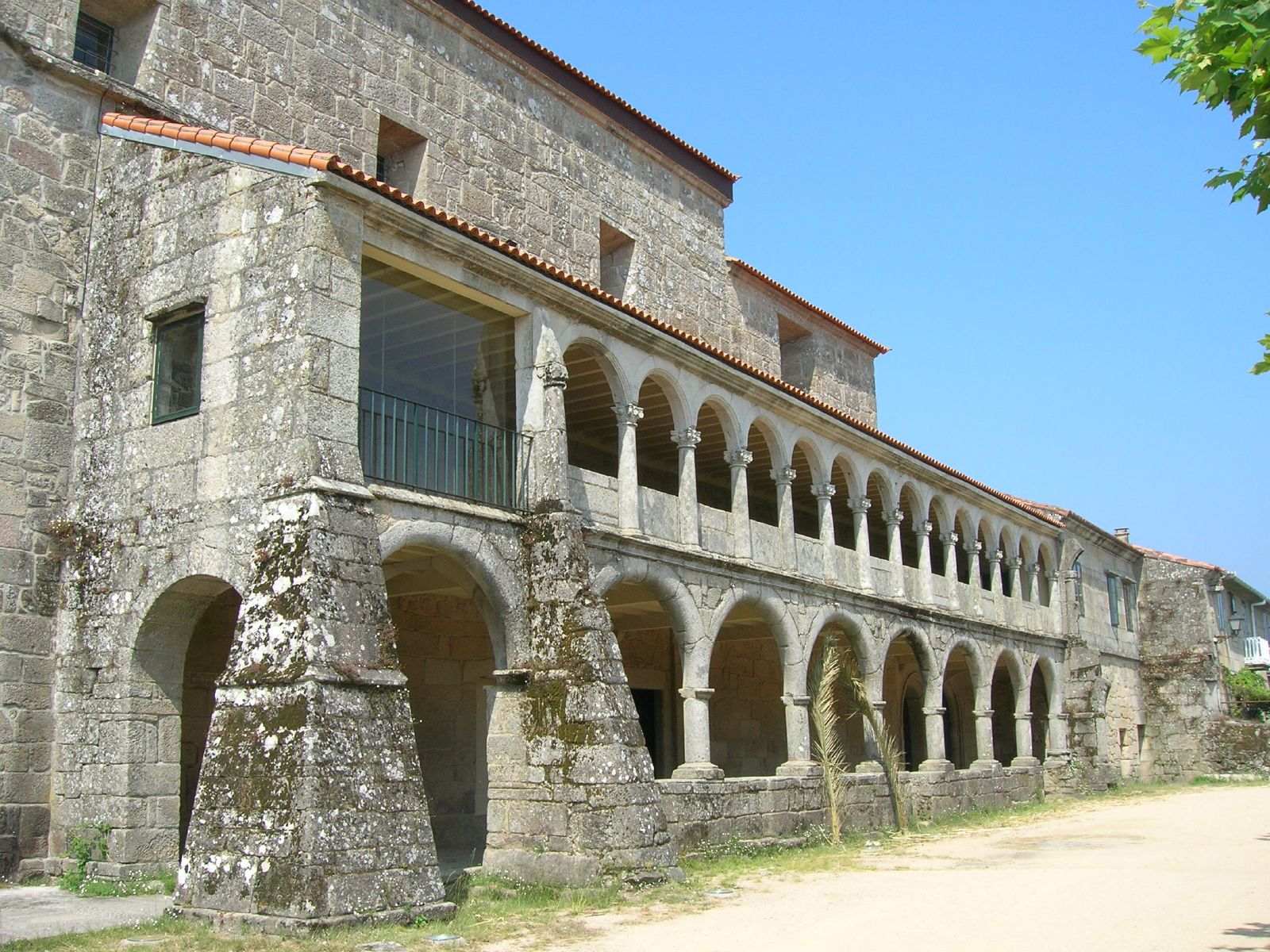
Monasterio de San Salvador de Lérez.

El monasterio benedictino de San Salvador de Lérez es un antiguo monasterio español que se halla en la parroquia rural de Lérez, perteneciente al municipio de Pontevedra capital. Fue declarado Bien de Interés Cultural el 21 de junio de 1946.
Se tienen referencias documentadas de su existencia en los últimos años del siglo IX y la primera parte del siglo X. Con la desamortización a finales del siglo XIX, los monjes se vieron obligados a abandonar el monasterio y su iglesia se convirtió en iglesia parroquial. Junto a la iglesia se conserva el claustro monacal.

## Historia
La primera mención documental del monasterio data del año 915 o 916, cuando Ordoño II de León y su esposa Gelvira donaron el coto al abad Guntano, junto con varios ornamentos religiosos, misales y un ejemplar de la Regla de San Benito. El monasterio fue fundado en honor de San Salvador, la Virgen María, San Miguel Arcángel, Santiago el Mayor, San Tirso, San Lorenzo, San Mamés, Martín de Dumio, Santa María Magdalena y Santa Gracia.
Una inscripción en el muro sur de la iglesia reza Honore Sancti Salbatoris et Sanctae Marie et Marina, Pelagio, Gontato et Bria fratres.
La donación realizada por Ordoño II de León fue confirmada posteriormente por Alfonso VII de León y Castilla, Alfonso XI y Sancho IV de Castilla.
En 1113, debido a las tensiones entre el arzobispo Gelmírez y Mauricio, arzobispo de Braga, el convento fue elegido para consagrar a Hugo como obispo de Oporto y a Muño Alfonso como obispo de Mondoñedo. Dado el valor de las rentas obtenidas y el buen ambiente que reinaba en el monasterio, el convento de Lérez era un edificio codiciado por los abades.
En el siglo XVI, el monasterio se convirtió en taller de los monjes de la Orden de San Benito en la región, tras su unión con la Congregación de San Benito de Valladolid en 1575. En 1657 se convirtió en colegio y en 1661 en escuela de arte para futuros monjes. Por ella pasaron como profesores y alumnos Benito Feijóo, Martín Sarmiento, Diego de Lerma y Benito de Salazar.
Durante el trienio constitucional (1820-1823) se vendieron los utensilios de cocina y del refectorio, así como las pertenencias de los monjes y alumnos. En 1835, con la desamortización de Mendizábal, los monjes fueron expulsados definitivamente, con la venta de sus propiedades. A finales del siglo XIX, el padre Juan Arribas, con la ayuda de monjes del monasterio de Samos, intentó rehabilitarlo, al igual que el arzobispo Quiroga Palacios en la década de 1950, pero sin éxito.

## La iglesia
La iglesia actual, que data del siglo XVIII, es de estilo neoclásico con elementos barrocos. Tiene una sola nave rectangular, que se abre a la capilla de San Benito. La fachada, terminada en 1748, presenta un cuerpo central con dos torres cuadradas a cada lado, coronadas por un tejado cónico con ventanas semicirculares. Encima de la puerta principal hay una imagen de San Benito con un libro, un bastón, una mitra y un cuervo. En la fachada figura también el escudo de España de la época.
El interior de la bóveda de cañón está sostenido por arcos que descansan sobre seis pilastras. El coro se apoya en tres arcos. A la derecha hay un altar con las imágenes de San Roque, Santa Lucía y San Sebastián. Tras la puerta que da al exterior, hay otro altar con imágenes del Niño de la Bola, la Virgen del Carmen y San Antonio. En el altar mayor está el Sagrario, con el Salvador y la Asunción de María. A la izquierda de este altar se encuentra el altar de Cristo.
A la capilla de San Benito de 1700 se accede por un arco de medio punto. Tiene tres ventanas y dos puertas que dan al exterior y a la sacristía. Junto a esta capilla se encuentra el altar del Sagrado Corazón.

## Economía
El monasterio recibió diversas donaciones, tanto pías como exentas de impuestos. Además de la donación de Ordoño II de León, existen documentos relativos a donaciones y confirmaciones de Alfonso X, Fernando IV de Castilla, Alfonso XI y los Reyes Católicos.
Además de donaciones de bienes o tierras, también hubo donaciones económicas. En el siglo XIV, el monasterio contaba con 16 casas en Pontevedra. En 1517, el abad encargó al orfebre de Santiago de Compostela, Lope Muñiz, un cáliz de plata valorado en 60 ducados.
Además del uso directo de la tierra, la renta de los privilegios también proporcionaba importantes beneficios. Esta renta podía ser fija (en metálico o en cereales, vino u otros productos), o proporcional (en su mayor parte, oscilaba entre la mitad y un tercio de la cosecha).
Los monjes también tenían derecho a pescar en el río Lérez. En 1707, una cofradía de Pontevedra pidió permiso al abad del Lérez para que un marinero pudiera pescar en el río, y para que el pescado se destinara a las dos funciones que debía cumplir la cofradía.

## Galería de imágenes

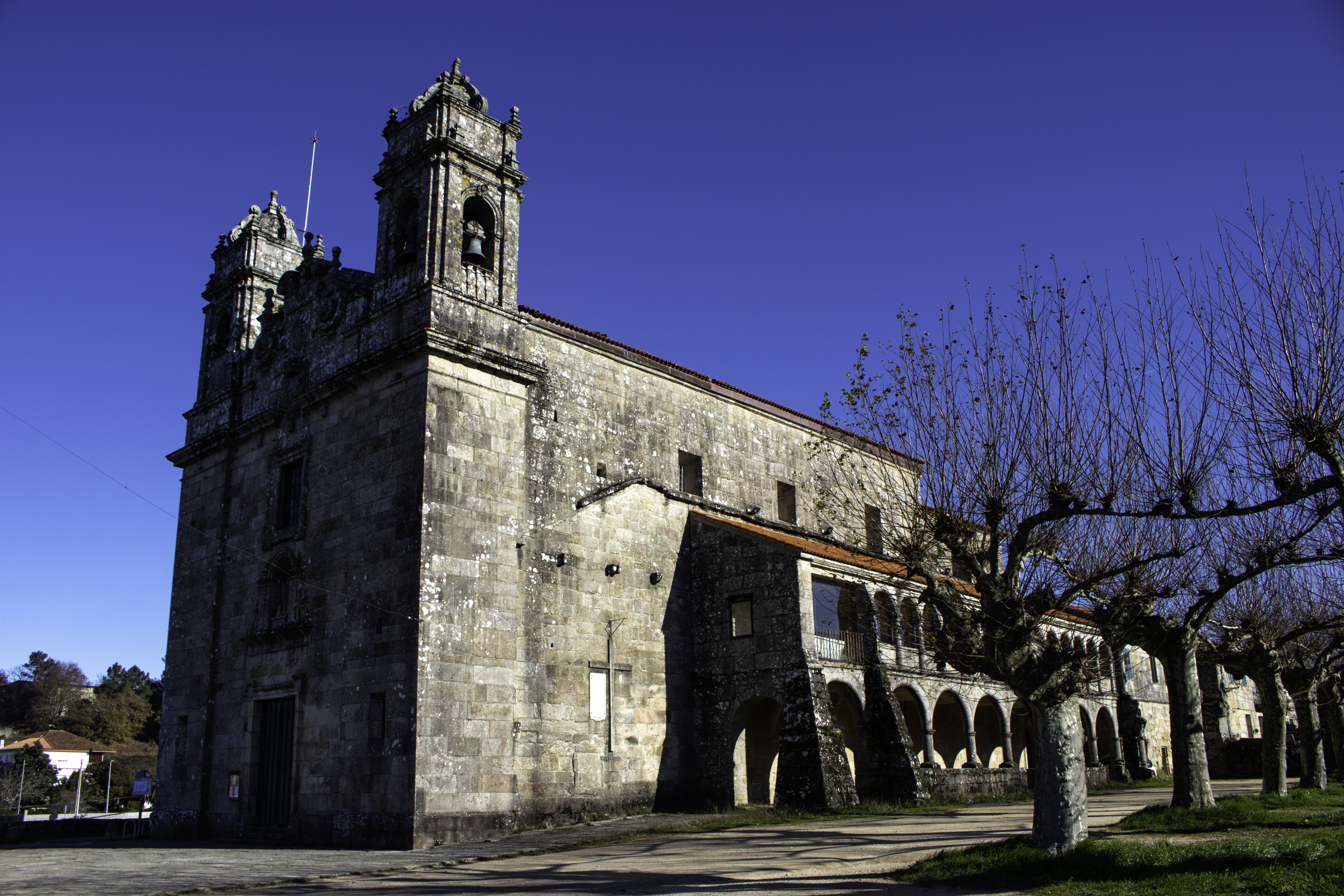
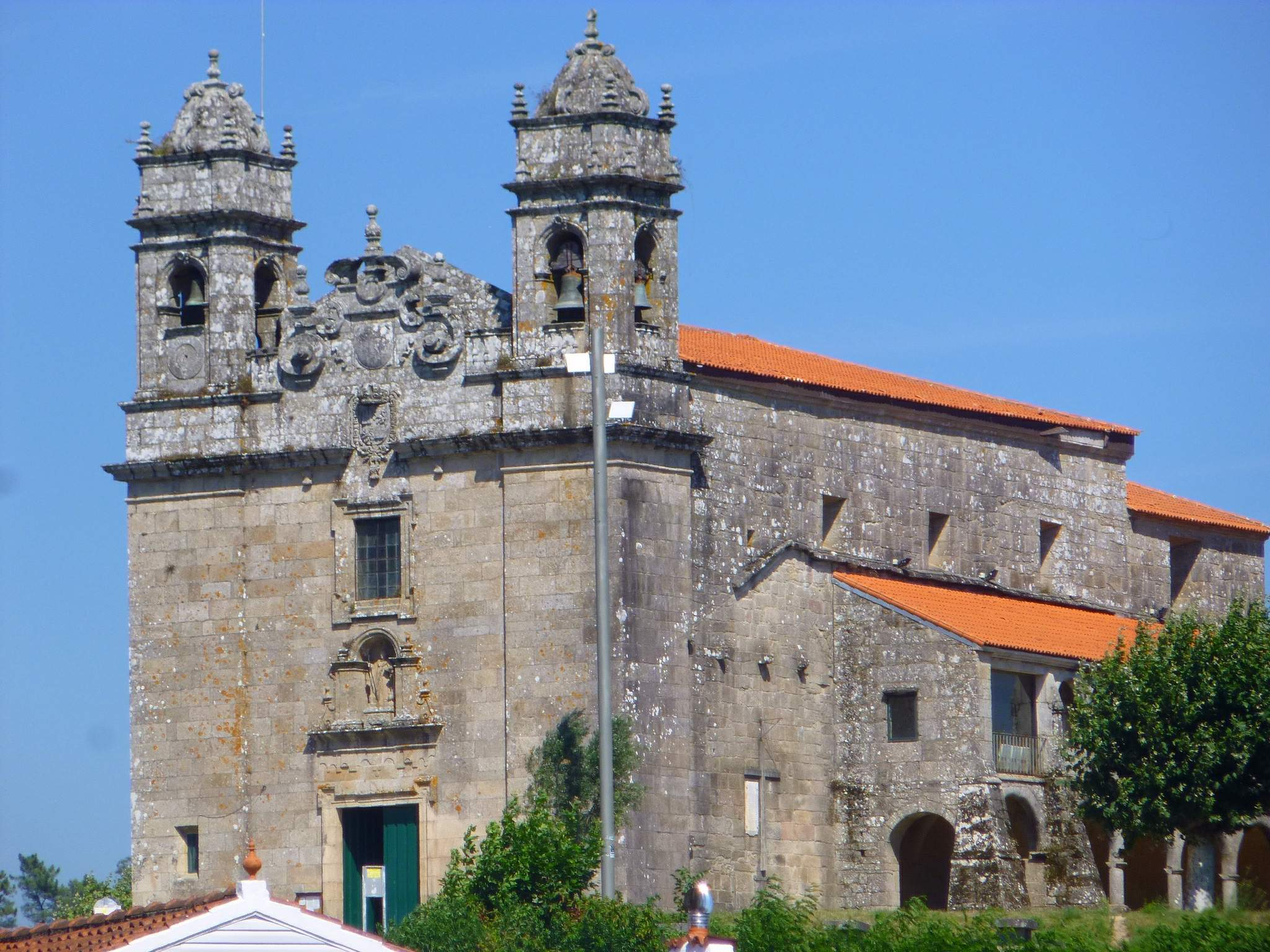
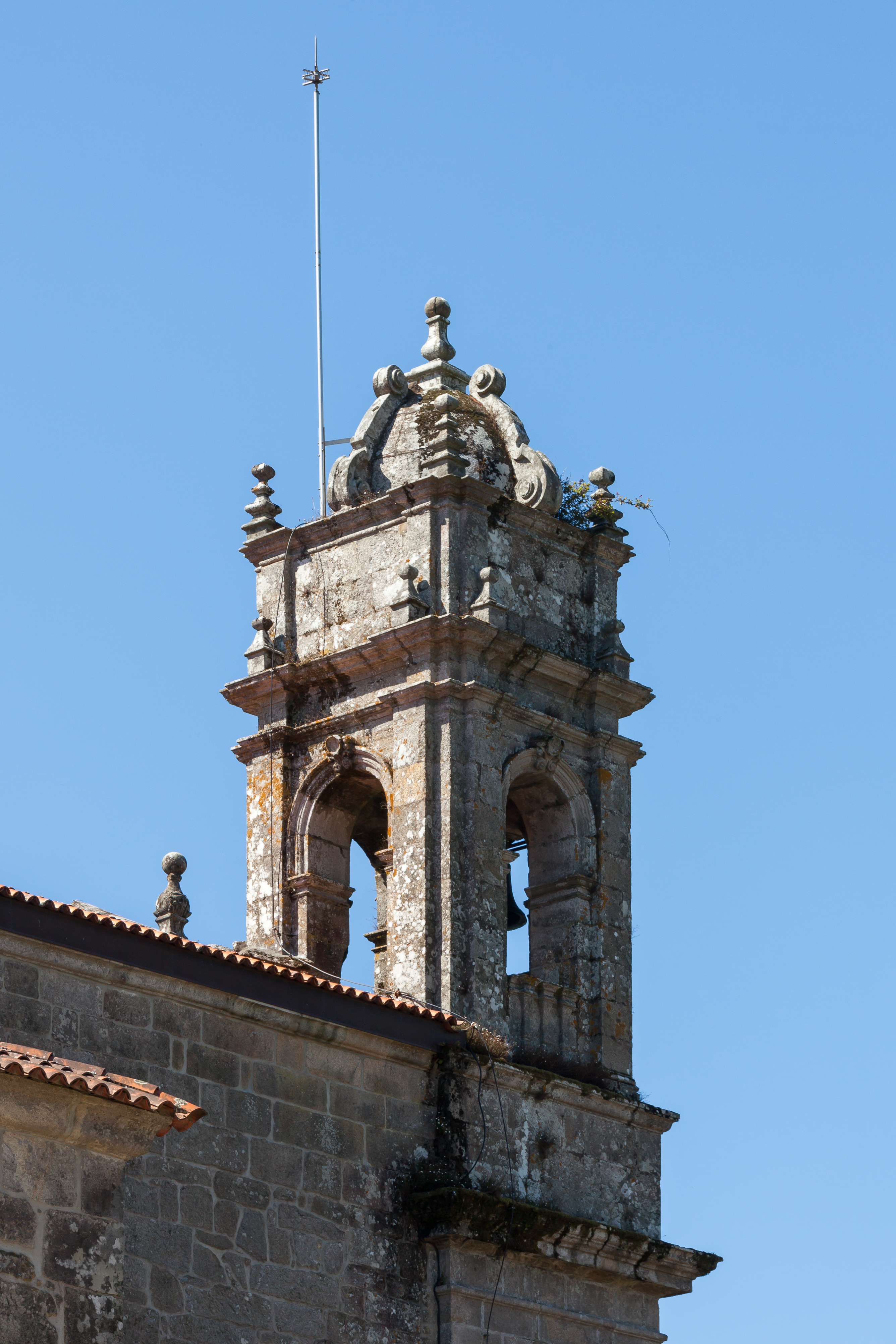
Campanario
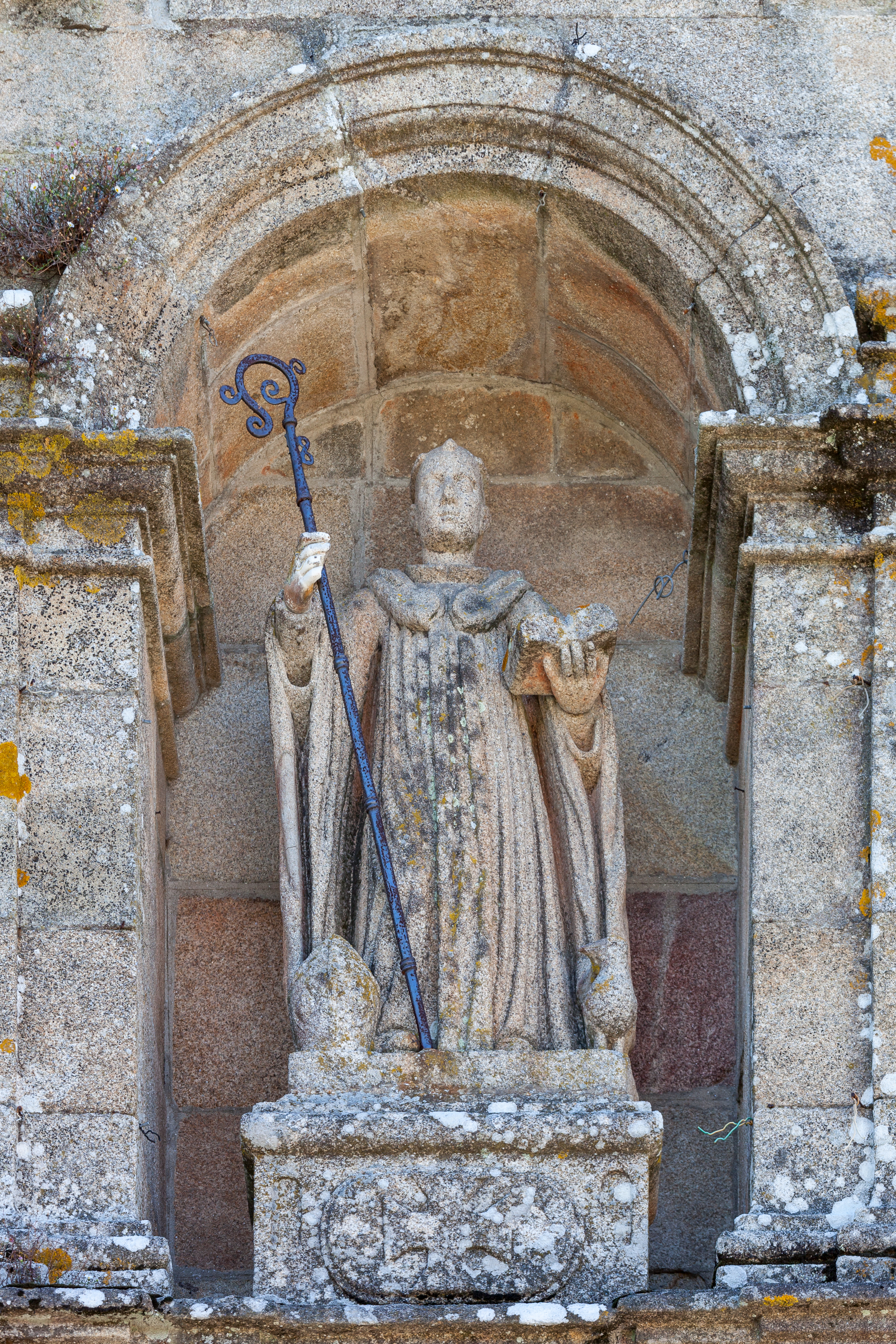
Hornacina con la escultura de San Benito
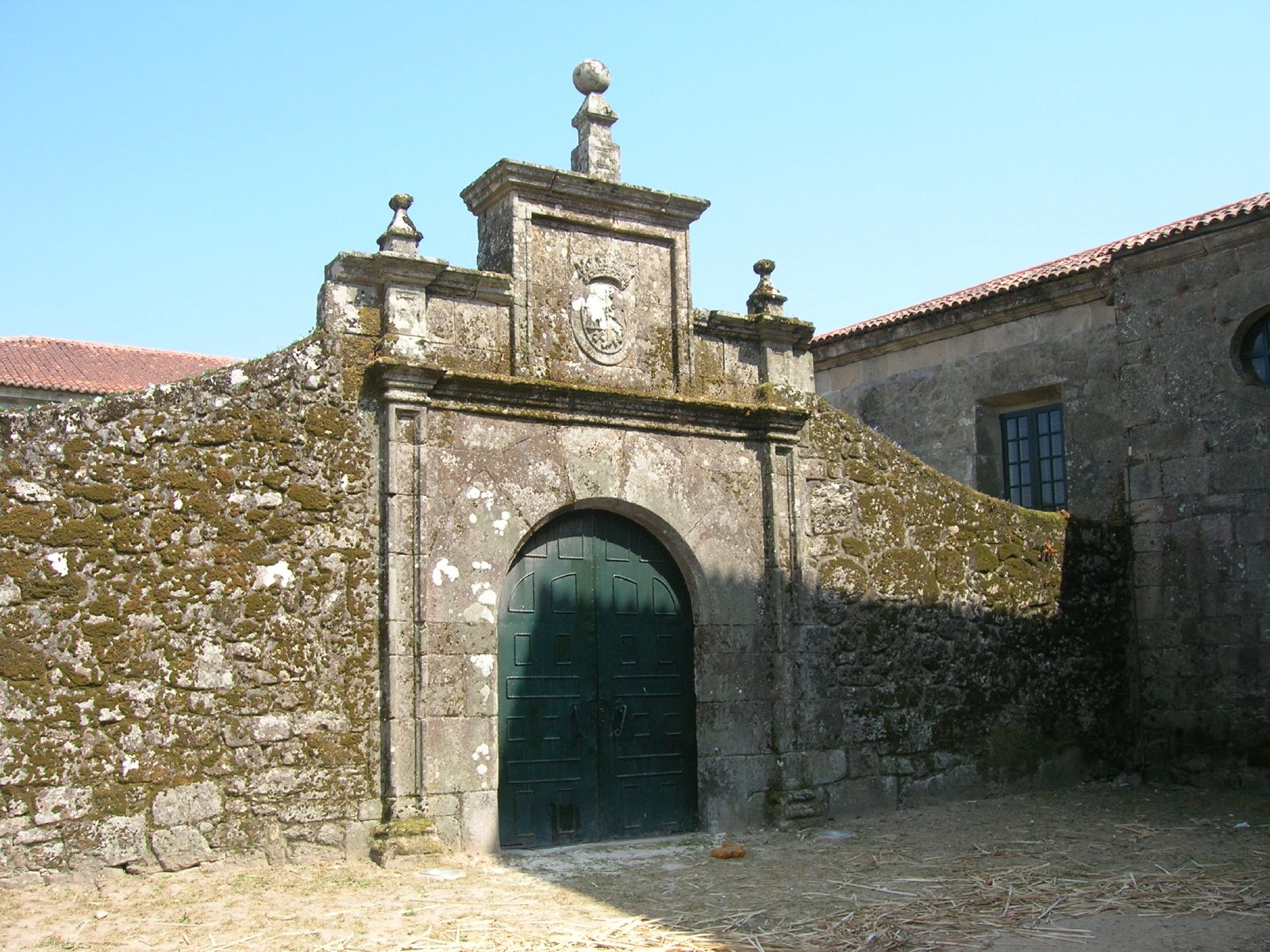
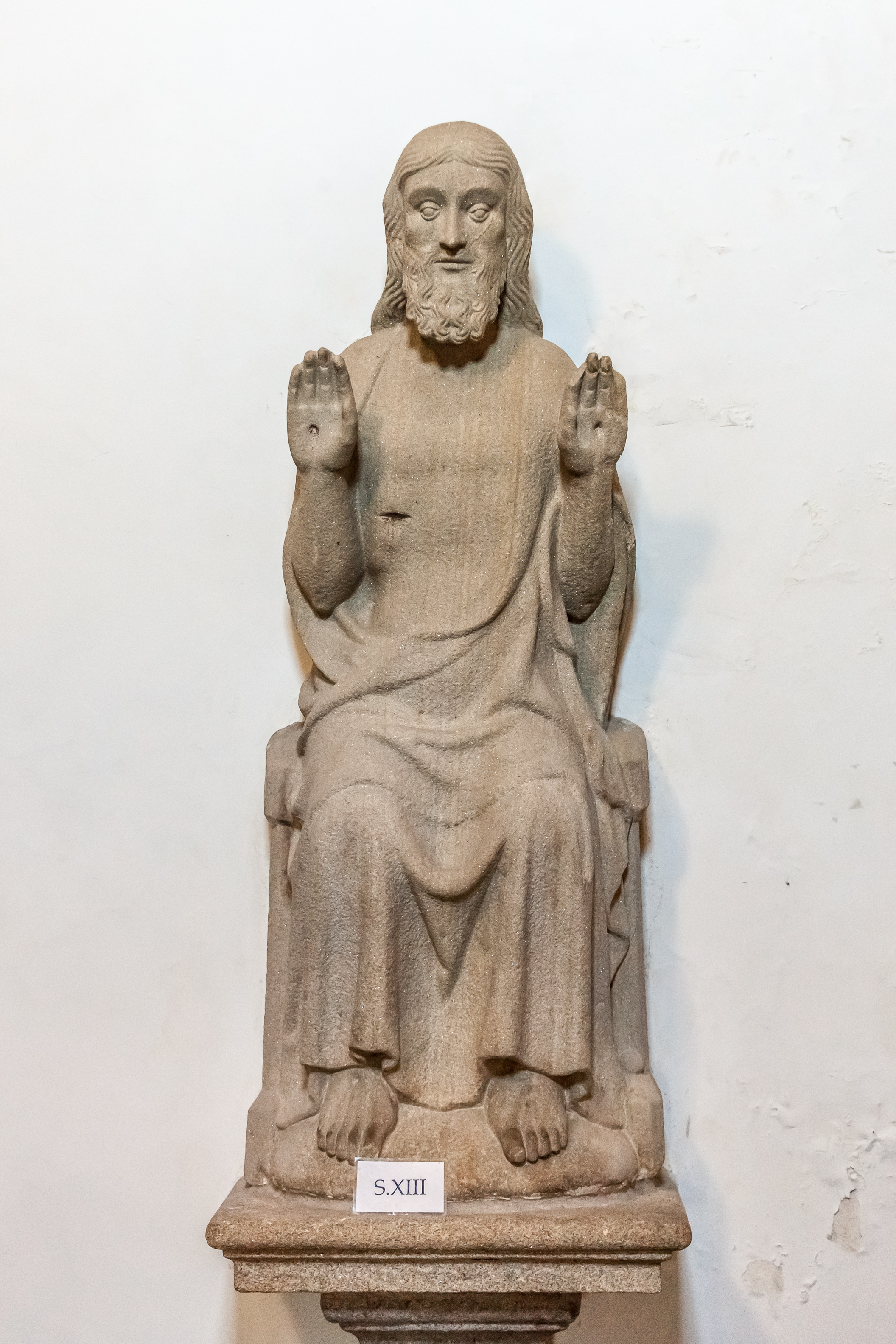
Escultura de Cristo, siglo XIII
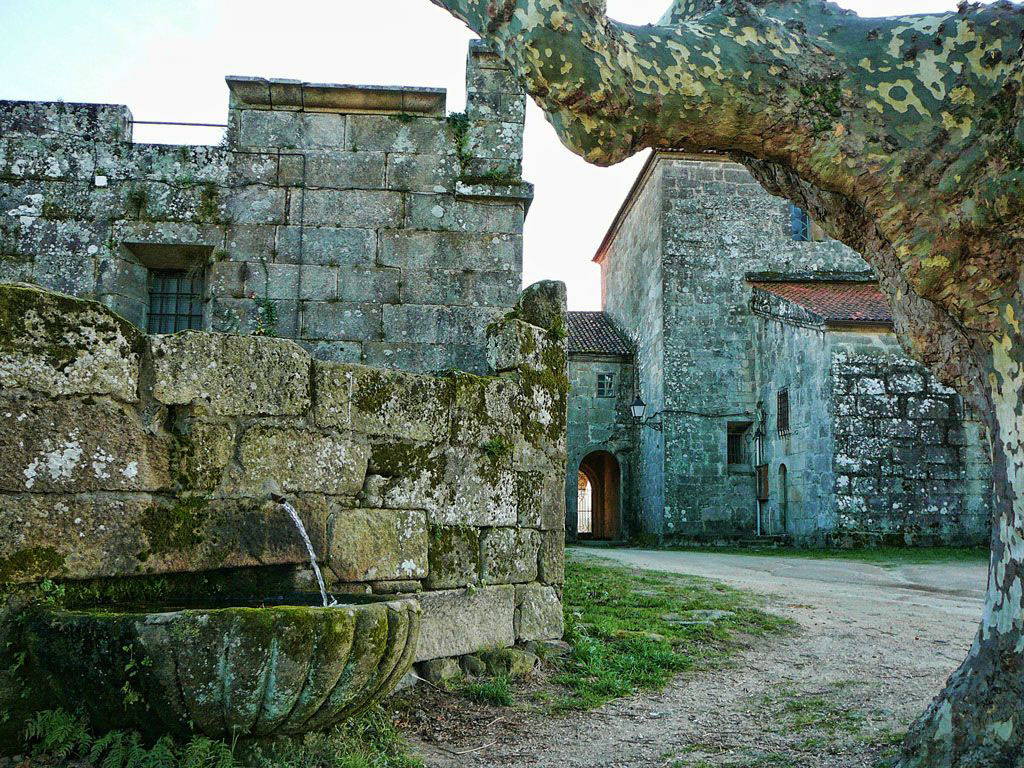
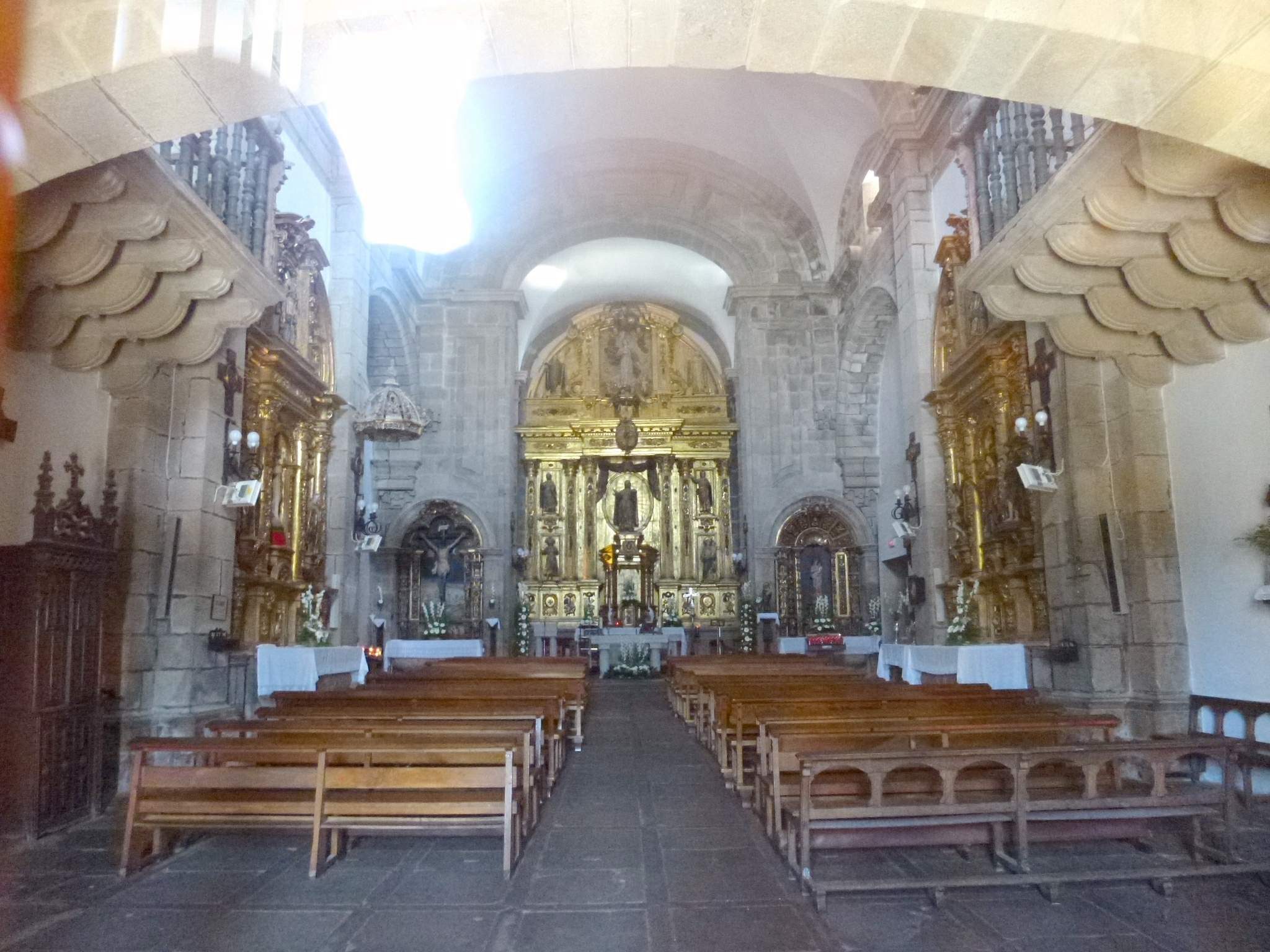
Interior de la iglesia
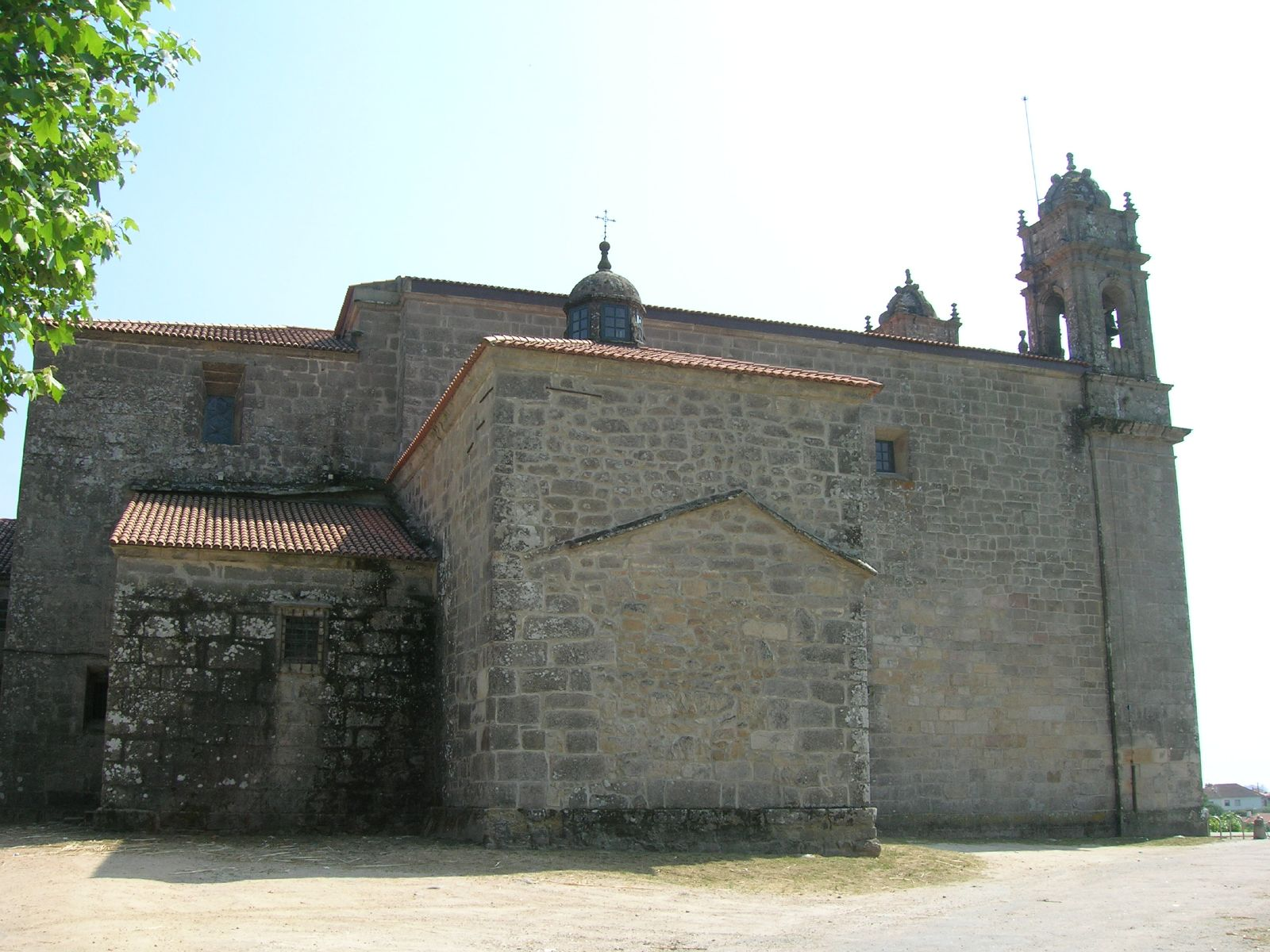
Iglesia
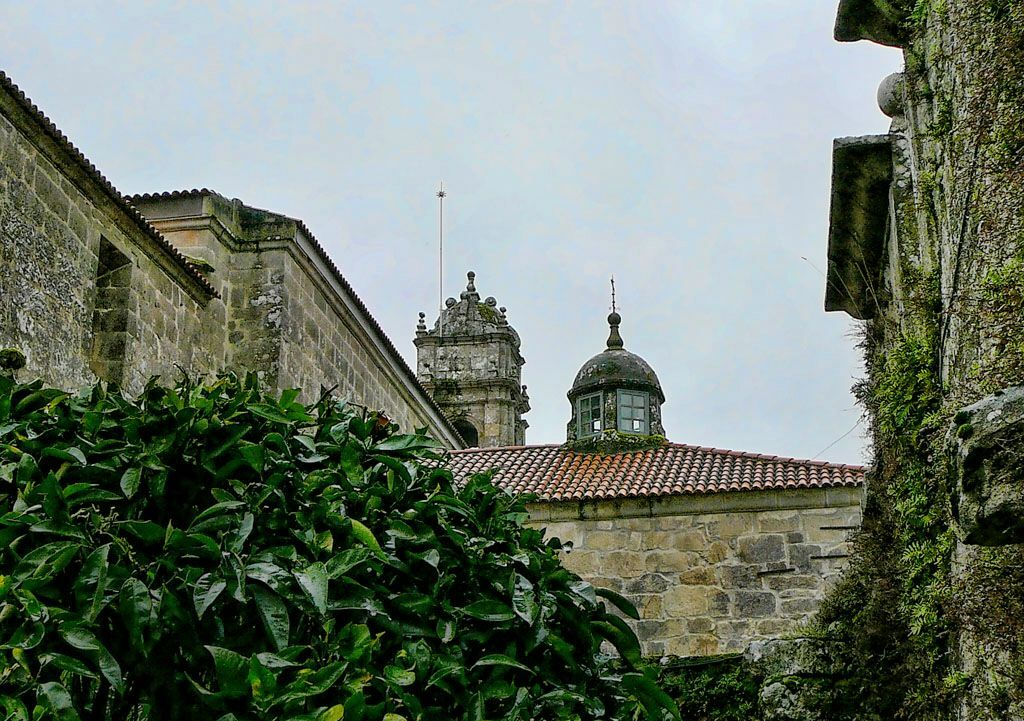
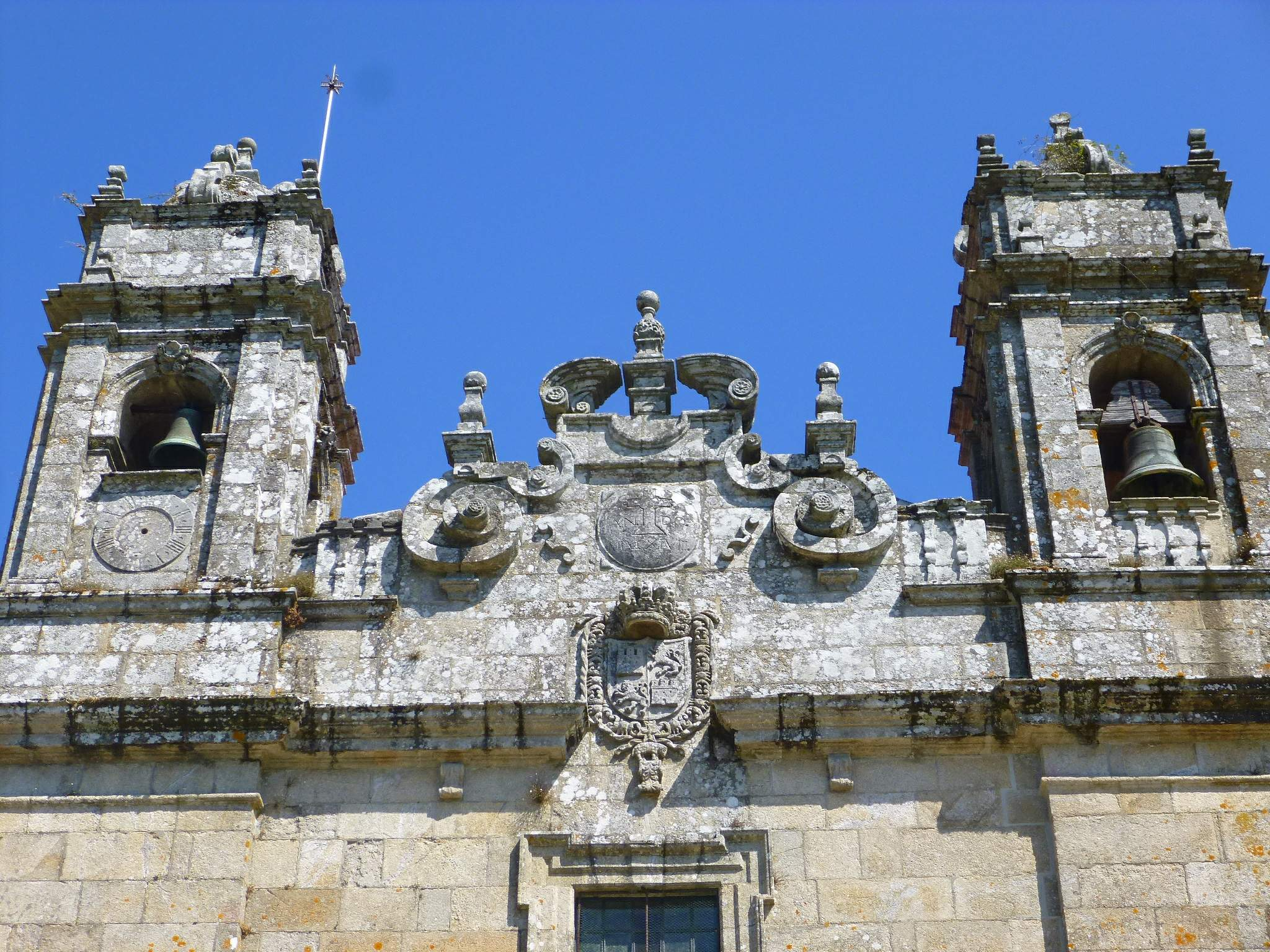
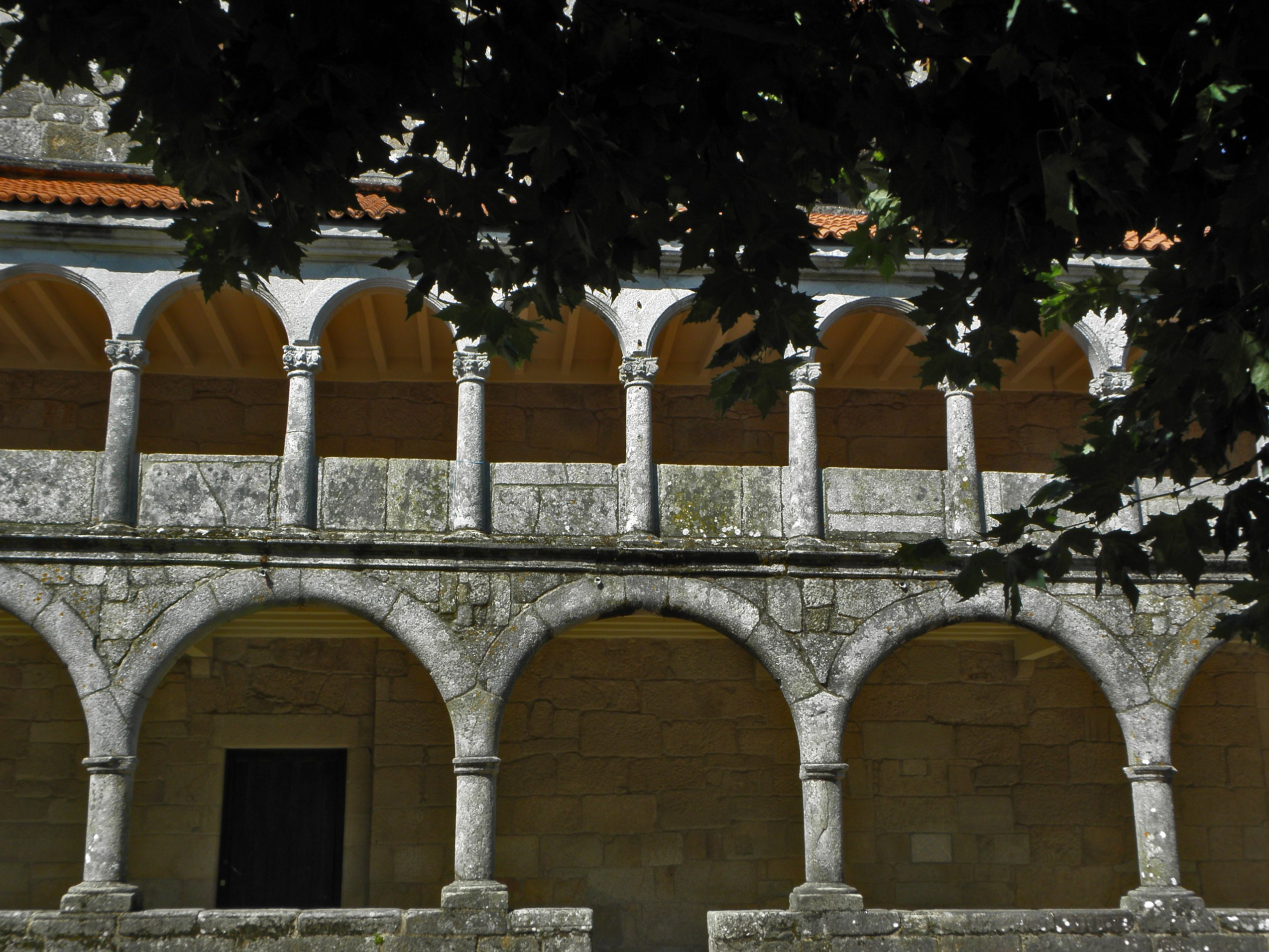
Claustro
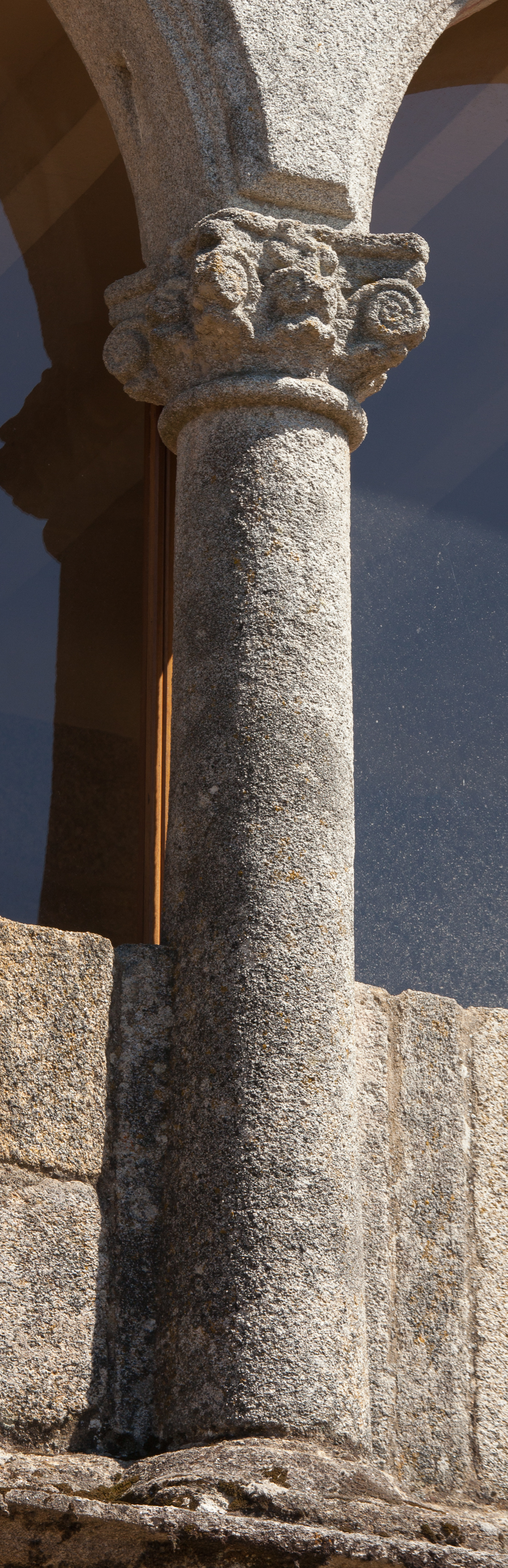
Columna
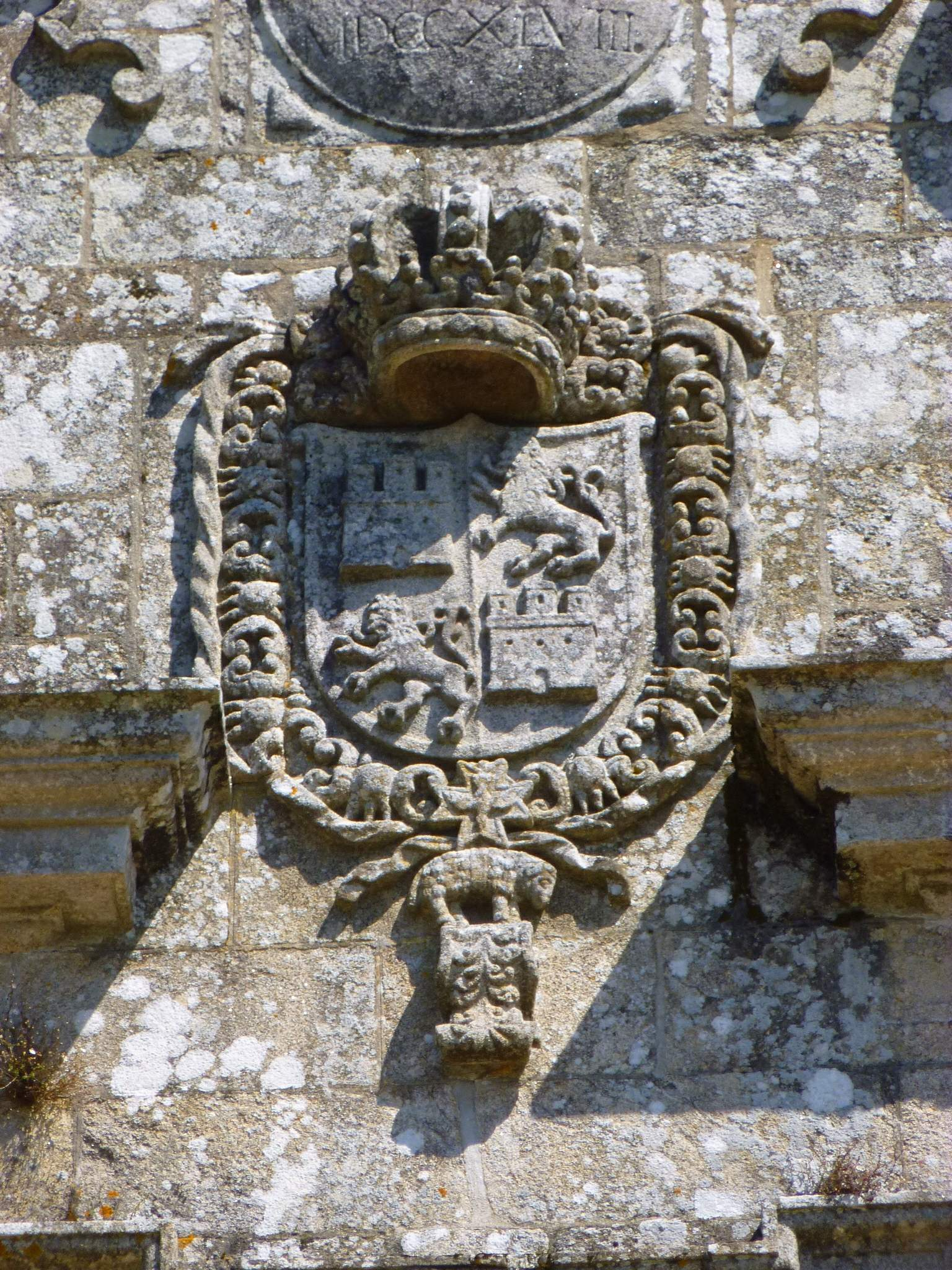
Escudo de armas
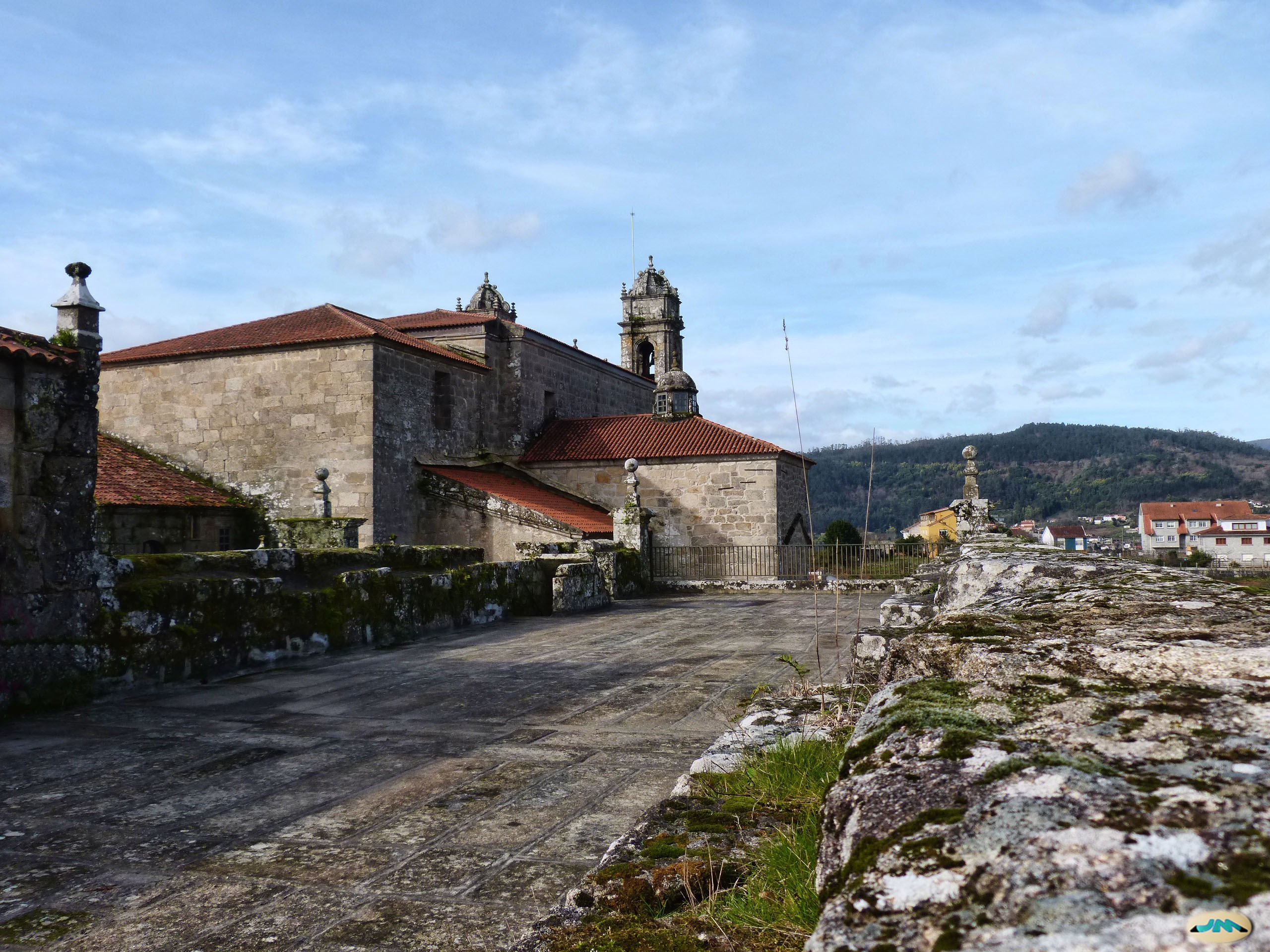